# Impatiens protracta
Impatiens protracta är en balsaminväxtart som beskrevs av Joseph Dalton Hooker. Impatiens protracta ingår i släktet balsaminer, och familjen balsaminväxter. Inga underarter finns listade i Catalogue of Life.